# Genocidio yazidí
Se conoce como genocidio yazidí a una serie de actos de violencia, persecución y borrado sistemático perpetrados por el autodenominado Estado Islámico a partir de agosto de 2014 contra la comunidad yazidí de la región de Sinyar, en la gobernación de Nínive, al norte de Irak.

## Contexto y situación previa

### El pueblo yazidí
Los yazidíes, también conocidos como yezidíes, o Êzidî en su lengua original, son una minoría étnico-religiosa originaria de la región del Kurdistán, territorio que ocupa parte de los actuales Irak, Siria, Irán y Turquía.
La religión yazidí es una fe monoteísta que incorpora elementos del zoroastrismo, el sufismo y otras tradiciones de origen preislámico presentes en la región.
Un único dios y siete ángeles, siendo el más importante de ellos Melek Taus, "El Ángel Pavo Real", que fue perdonado por Dios tras negarse a postrarse ante Adán. Ritos y celebraciones profundamente vinculados a la naturaleza y a sus elementos. Sus creencias tienen un fuerte componente oral que han sido transmitidas de generación en generación.

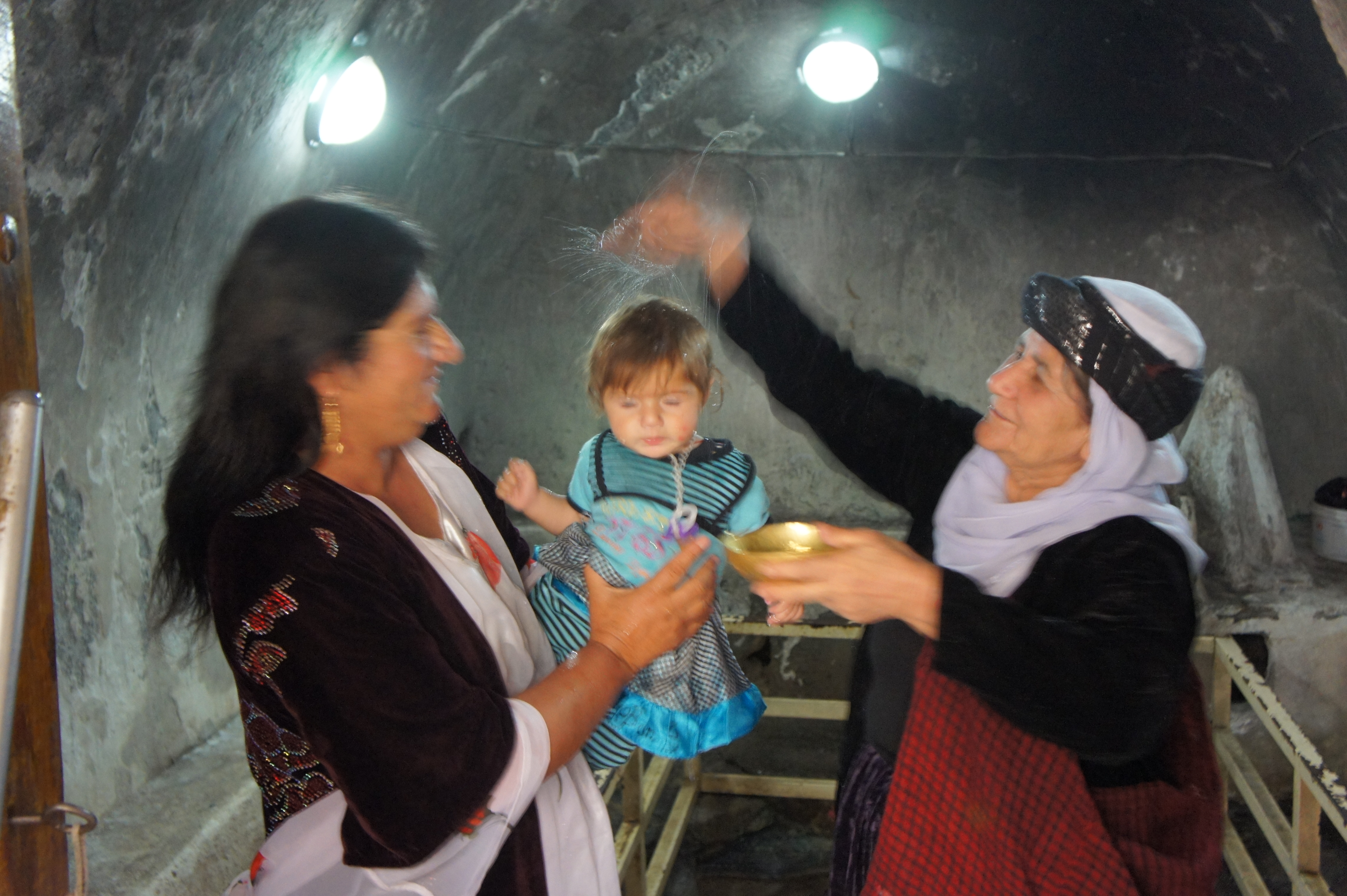
Bautismo yazidí.

Históricamente acusados de ser adoradores del diablo, elemento clave en la justificación de su persecución constante a lo largo de los siglos y motivador de los hechos cometidos en agosto de 2014.
Debido a estas persecuciones constantes, existen comunidades en el extranjero de relativa importancia fruto de la diáspora. Destaca la comunidad yazidí de Alemania, la más extensa fuera de su región de origen y que cuenta con unos 200.000 miembros aproximadamente, la de Canadá y Estados Unidos, y otras más pequeñas en países como Armenia, Georgia y Rusia.

### Expansión del Estado Islámico
Previamente al genocidio, el Estado Islámico tomó Mosul, la antigua capital califal en junio de 2014 ante la imposibilidad de los ejércitos sirio e iraquí, así como de las fuerzas peshmergas kurdas, de frenar su avance en la región.
Tras la reinstauración del califato, el Estado Islámico llevó a cabo una limpieza étnica en el norte de Irak a una escala nunca vista hasta entonces. Según estudios de Amnistía Internacional, este grupo apuntaba de manera deliberada y sistemática a comunidades no árabes y no sunís provocando el asesinato, secuestro y desplazamiento de miles de personas.
Estos hechos fueron enormemente perjudiciales para el tejido social iraquí, así como un aliciente del sectarismo étnico y religioso en la región.
En apenas un mes, los combatientes continuaron avanzando hacia el norte, y para el día 3 de agosto, habían alcanzado las inmediaciones de Sinyar, donde se calcula que unos 50.000 yazidíes quedaron rodeados. 

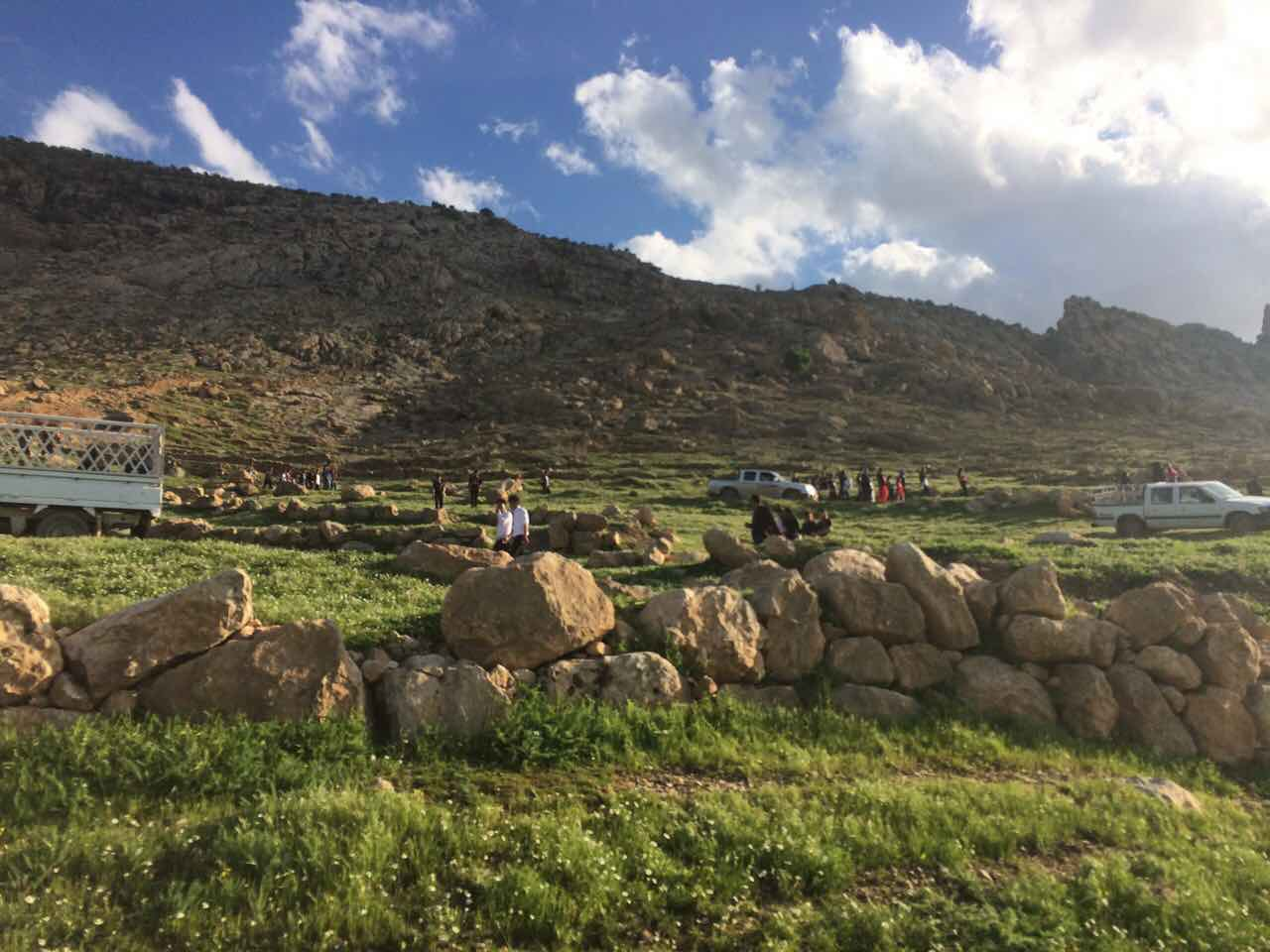
Monte Sinyar.

## Hechos
Ante el inevitable avance del Estado Islámico, muchos yazidíes huyeron hacia las montañas tratando de alcanzar la ciudad de Dohuk, dentro de los límites administrativos del Kurdistán Iraquí.
Sin embargo, la madrugada del 3 de agosto de 2014, la cara sur del Monte Sinyar fue atacada en lo que posteriormente se denominó Desastre de Sinyar o Masacre de Sinyar. Los actos violentos se perpetraron hasta el día 14 de agosto, ya no sólo en la ciudad de Sinyar, sino también en las poblaciones aledañas dejando decenas de miles de muertos, desaparecidos y desplazados.

### Asesinatos y conversiones forzosas
Se calcula que en el momento de los hechos, unos 400.000 yazidíes habitaban en la provincia de Sinyar.Aproximadamente, un 2,5% de la población total fue asesinada o secuestrada en apenas unos días, es decir, unos 9.900.
La mayoría de ellos fueron ejecutados, pero muchos otros murieron a consecuencia del sitio al que fue sometido el territorio tras el ataque a causa del hambre y la deshidratación.
Además, muchos de los que no lograron huir fueron amenazados de muerte si no accedían a convertirse al islam. De hecho, el motivo religioso fue una de las justificaciones empleada por el Estado Islámico para cometer estos actos. El propio grupo difundió en Redes Sociales semanas después un vídeo convirtiendo a prisioneros yazidíes capturados en Sinyar invitando a "morir de hambre y de sed en la montaña" a aquellos que se negaran a abandonar su fe.

### Violencia sexual y esclavitud
Muchos de los estudios e investigaciones llevadas a cabo en el terreno determinan que los mayores perjudicados de esta limpieza étnica fueron las mujeres y los niños. Éstos, eran separados de los hombres, a los cuales se capturó y asesinó, mientras que los menores y las mujeres eran recluidos. Se calcula que más de 6000 mujeres y menores fueron vendidos a subasta y sometidos a esclavitud. Las mujeres más jóvenes fueron en muchos casos obligadas a casarse con sus captores. Aquellas que fueron capturadas embarazadas, fueron sometidas a abortos forzosos por parte de los ginecólogos del Estado Islámico como manera de impedir su reproducción.

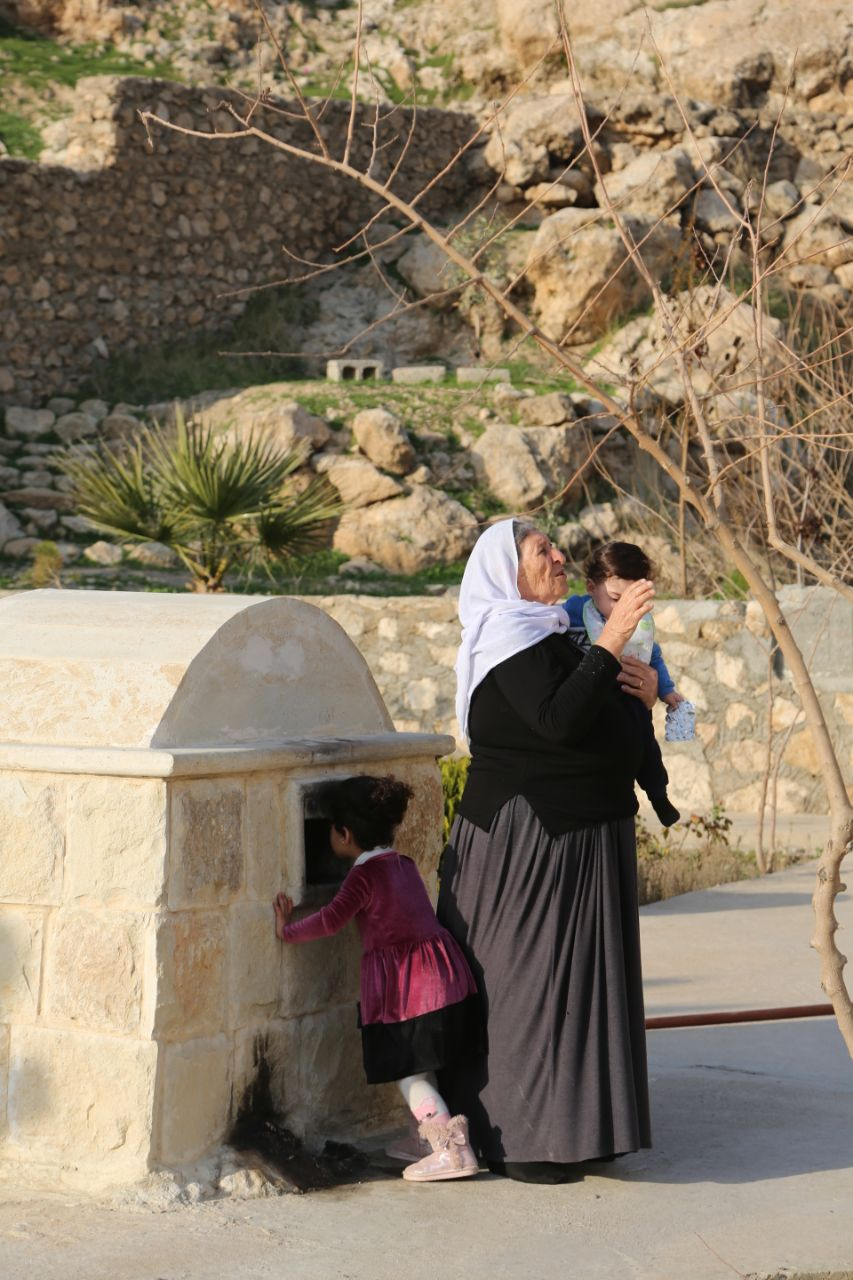
Mujer yazidí y niños.

Muchos testigos reportan también casos de abuso sexual y violaciones perpetradas tanto a mujeres como a niños. Más allá del trauma que esto puede suponer, tiene una dimensión significativa en el caso de la comunidad yazidí. Éstos, al sólo poder procrear únicamente entre miembros de la misma fe, en caso de embarazo, la transmisión de una nueva identidad étnica al feto tiene por objetivo infligir daños a un nivel más profundo.
Algunos informes recogen incluso el uso de estas esclavas como escudos humanos durante operaciones militares en Mosul.

### Desplazados y desaparecidos
Cientos de miles de yazidíes fueron desplazados desde los pueblos y las ciudades. Buena parte de ellos buscó refugio dentro de las fronteras del Kurdistán Iraquí. Un número más reducido escapó a los países vecinos de Siria y Turquía.
Si bien las cifras relativas a esta masacre son muy volátiles, se estima que unas 6.800 personas fueron secuestradas, sobre muchos de los cuales aún no se tienen noticias. Algunos informes hablan de unos 2.700 aún desaparecidos y de la existencia de decenas de fosas comunes sin exhumar.
La huida se realizó en condiciones de gran precariedad, pues los habitantes de las ciudades apenas pudieron abandonar sus casas con aquello que llevaban encima. Muchas de aquellas joyas y riquezas que pudieran poseer, junto a sus casas y propiedades, fueron expropiadas y repartidas entre los combatientes del Estado Islámico y sus simpatizantes.

### Destrucción del patrimonio cultural
Una de las pruebas de la voluntad de acabar con estas poblaciones, fue la eliminación sistemática de su cultura material, sus tradiciones y su memoria, siendo además un punto determinante para calificar los hechos dentro de la categoría de genocidio. 
Esta destrucción se llevó a cabo a través del adoctrinamiento de los niños, además de los asesinatos, las violaciones y los secuestros. Templos como los de las Tres Hermanas en Bashiqa, el templo de Sheikh Mand en Sinyar y los templos Kakai Mazar Yad Gar y Sayed Hayyas en al-Hamdaniya fueron todos ellos destruidos. Se acabó también con santuarios, asentamientos, memoriales a "personas de fe" y otros lugares de culto.
Igualmente se destruyeron librerías y otros lugares consagrados a la preservación de la cultura, que junto con los lazos interpersonales y la dimensión espiritual, que también se diluyeron, eran los pilares que sostenían a la comunidad.

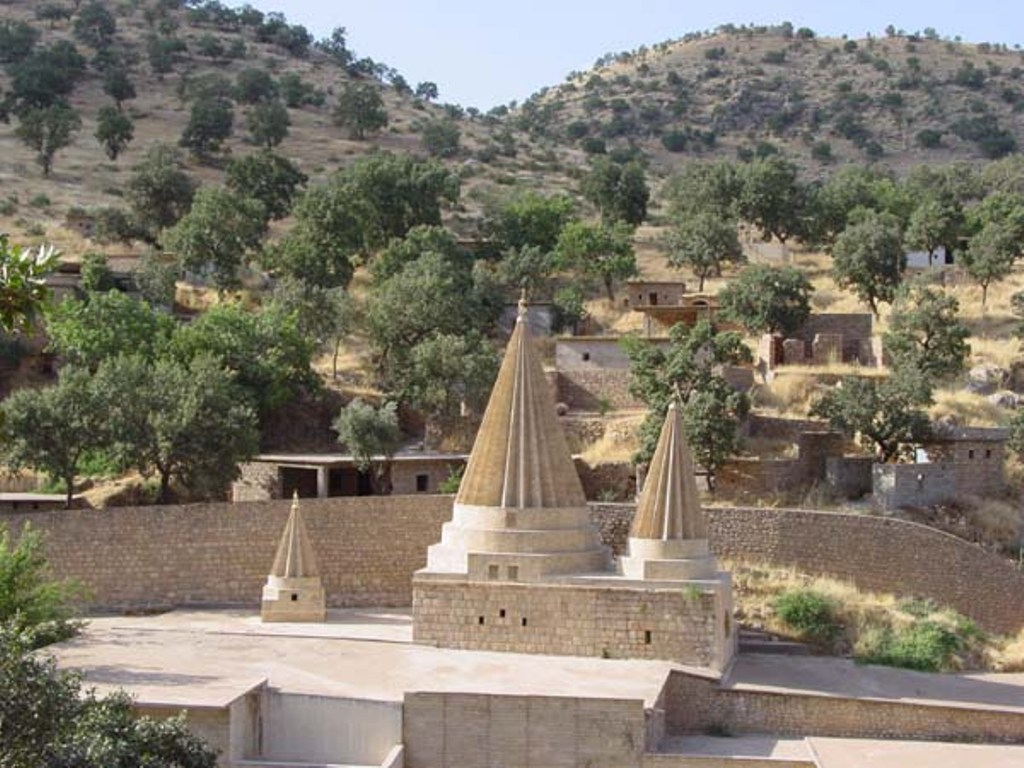
Templo de Lalish.

## Respuesta internacional

### Refugiados yazidíes
Los primeros yazidíes evacuados de Sinyar lograron escapar a través de corredores humanitarios facilitados por el Partido de los Trabajadores de Kurdistán y las Unidades de Protección Popular hacia zonas controladas por las autoridades kurdas.
Aproximadamente 100.000 lograron entrar de manera ilegal a Turquía bajo la protección de los ayuntamientos gobernados por fuerzas pro-kurdas del sureste del país.
Miles de desplazados huyeron del país bajo el estatus de refugiado a países como Estados Unidos, ... o Alemania, la cual alberga una de las comunidades más extensas fuera de Oriente Medio y desde donde se han llevado a cabo muchas de las propuestas de reparación y rehabilitación.
Se calcula que, a fecha de 2020, unos 300.000 yazidíes viven en campos de refugiados en condiciones de inmensa precariedad. Según otras cifras, aproximadamente 280.000 refugiados no tendrían ninguna perspectiva de regreso ante las disputas y tensiones territoriales sobre la región, la cual aún es enormemente dependiente de ayuda internacional.
Es por ello que desde los organismos e instituciones internacionales se apela a la necesidad de estabilizar la región para que los supervivientes puedan volver.

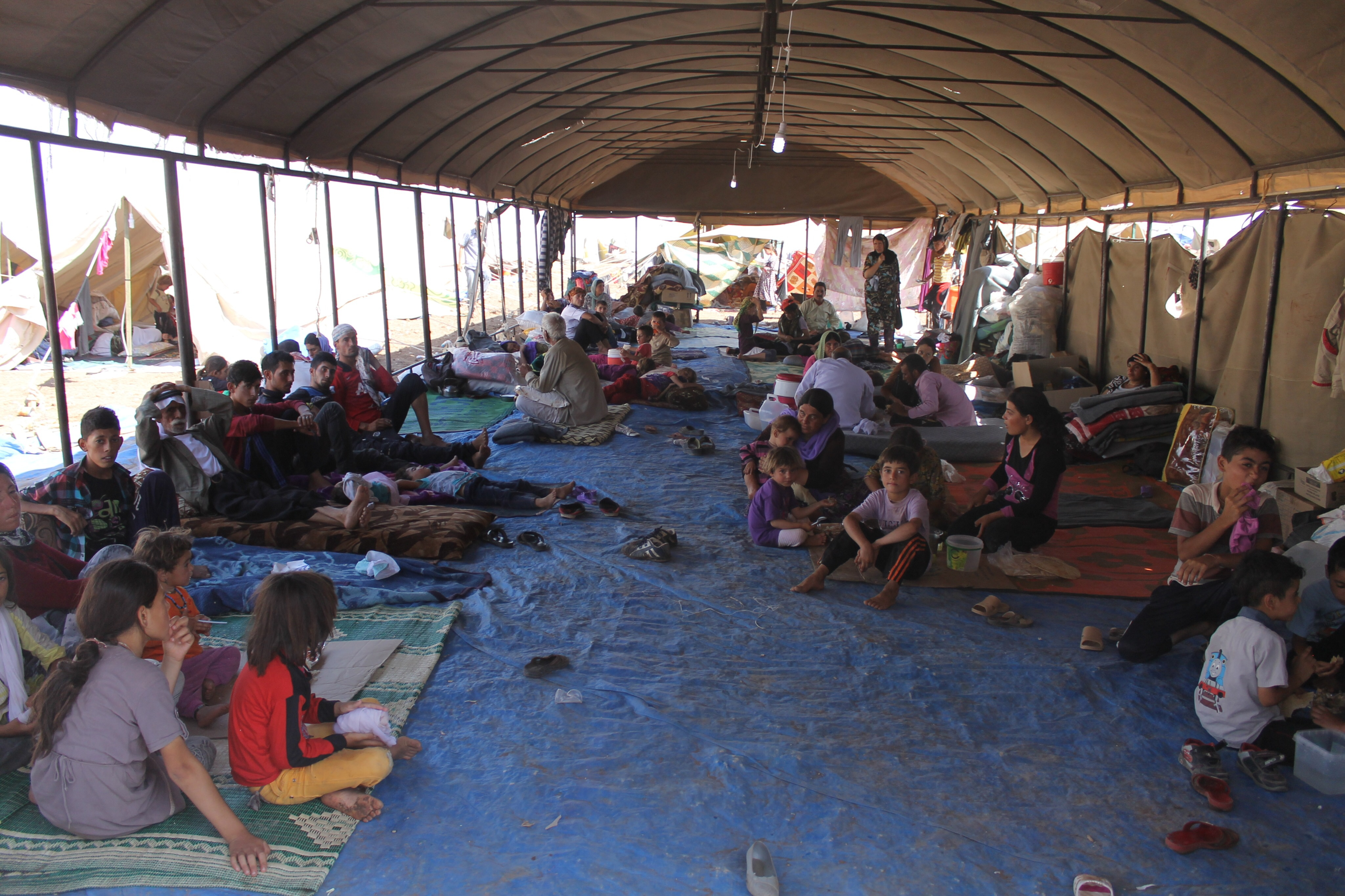
Refugiados yazidíes.

### Reconocimiento como Genocidio
Atendiendo al Estatuto de Roma, los actos perpetrados por el Estado Islámico en Sinyar, son concurrentes de cinco delitos de genocidio:
1. El asesinato, principalmente de hombres Yazidíes, mediante su ejecución selectiva.
2. Infligir daños corporales o mentales graves, principalmente a las mujeres, a través del uso de la violencia sexual y de la esclavitud.
3. Imposición de unas condiciones de vida deliberadas para provocar la destrucción física de civiles, principalmente a través del sitio a poblaciones.
4. Imposición de medidas para impedir nacimientos, a través de abortos forzados y la separación física de hombres y mujeres.
5. Traslado forzoso de niños a través de sustracción.

A esto, hay que sumarle la destrucción deliberada y sistemática de patrimonio cultural y lugares de culto, lo cual muestra una clara intención de borrado de un determinado pueblo o etnia más allá de las propias vidas humanas.
La calificación de la Masacre de Sinyar como genocidio fue reconocida por numerosos gobiernos y parlamentos internacionales, además de por organismos e instituciones y sus principales órganos, como las Naciones Unidas y el Parlamento Europeo, el Departamento de Estado de los Estados Unidos o la Liga Árabe.

## Restauración de la memoria
Se calcula que unos 80.000 yazidíes han podido regresar a la región de Sinyar, y si bien las condiciones económicas y de seguridad no son las favorables, es el primer paso para llevar a cabo medidas de reparación.

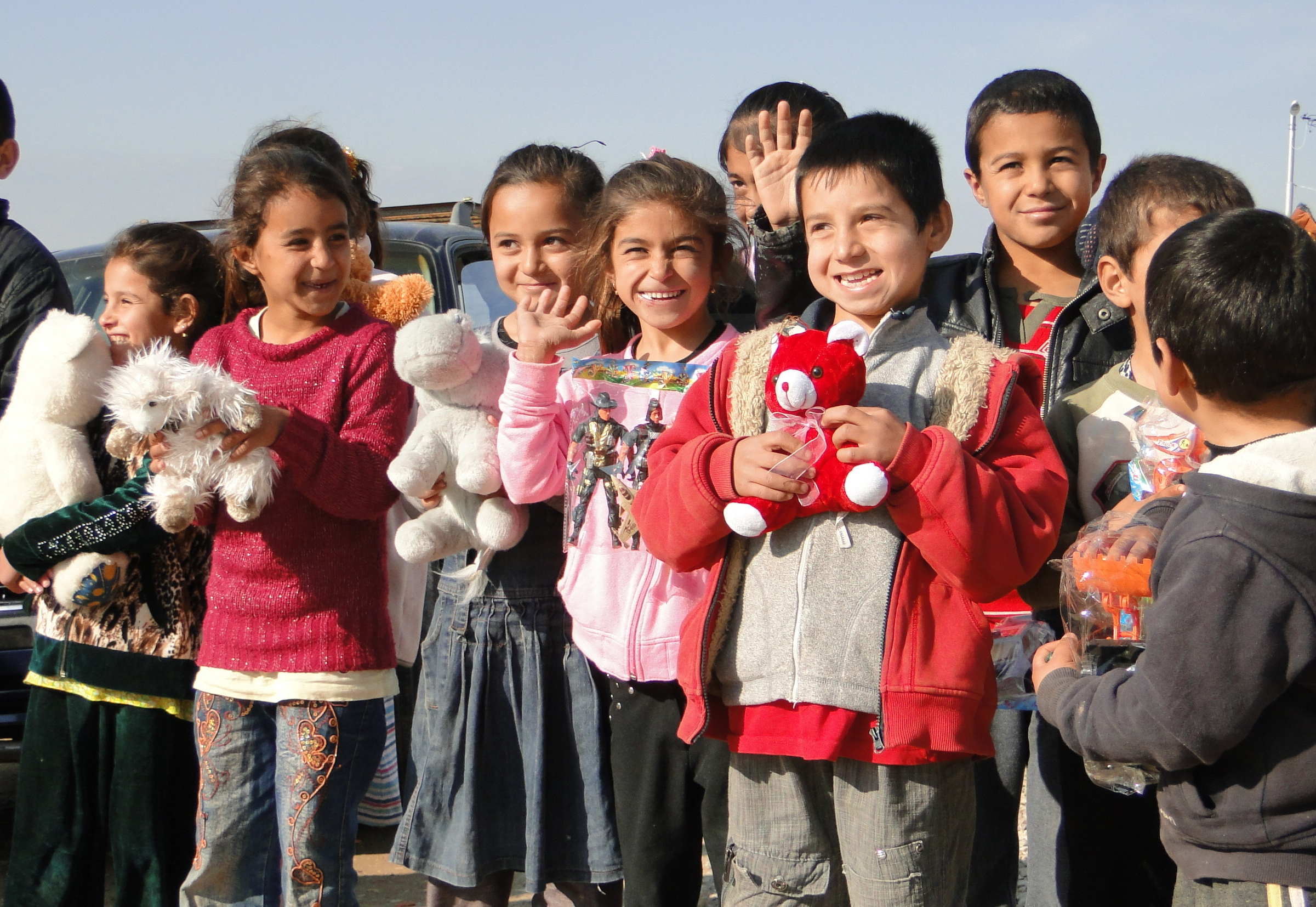
Niños refugiados yazidís.

En el año 2021, la Iniciativa Nadia, a petición de la comunidad yazidí, promovió la construcción de un cementerio y memorial para las víctimas del genocidio en Solagh, Sinyar. Esta iniciativa está enfocada a la reconstrucción de sociedades en crisis y la defensa de supervivientes de violencia sexual, y con este nuevo cementerio pretende, además del debido reconocimiento y el duelo, atraer la atención para el estudio de los Derechos Humanos y cuestiones de justicia con fines educativos. Se trata de un lugar físico en el que llevar a cabo un duelo colectivo y recordar a esas familias, amigos y vecinos, algo vital para aquellos supervivientes que han regresado a Sinyar.
Este lugar de memoria, hecho por y para la comunidad, diseñado además por un arquitecto yazidí, cuenta con el apoyo de la OIM en Irak y la USAID. Está prevista también de forma paralela la promulgación de una Ley para los Supervivientes Yazidíes.
Además, en el año 2018, el Premio Nobel de la Paz fue otorgado a Nadia Murad, activista yazidí en pro de los Derechos Humanos que fue secuestrada y sometida a esclavitud. A través de este reconocimiento público se pretendió también reconocer a toda la comunidad yazidí.
Estas medidas e iniciativas de reconocimiento, si bien aún muy recientes, pueden llegar a funcionar como catalizadores de la sanación colectiva y el diálogo en la comunidad, así como de la región en su conjunto.

## En el cine y la literatura
- The beekeeper of Sinyar, 2017. Dunya Mikhail.
- On her shoulders, 2018. Alexandria Bombach.
- Las hijas del sol, 2018. Eva Husson.